# César Ledesma
César Antonio Ledesma Turbí (San Cristóbal, 4 de junio de 1990) es un futbolista dominicano, que juega como defensa lateral y mediocampista ofensivo. Su actual equipo es el FC Köniz de la 1. Liga Promotion en Suiza.